# 陸架短吻獅子魚
陸架短吻獅子鱼，为輻鰭魚綱鮋形目杜父魚亞目狮子鱼科的其中一種。分布於東南太平洋的智利海域，屬深海魚類，棲息在水深425至600公尺的水域，體長可達6.2公分，生活習性不明。